# Blood for Blood
Blood for Blood ist eine US-amerikanische Hardcoreband aus Charlestown, einem Stadtteil von Boston, die ihre Musikrichtung als „White Trash Hardcore Rock ’n’ Roll“ bezeichnet.

## Geschichte
Im Jahre 1994 gründeten Eric „Buddha“ Medina (Gesang), „White Trash“ Rob Lind (Gitarre, Gesang) und Mike Mahoney (Schlagzeug) die Band, seit 1997 veröffentlichen sie auf Victory Records. Die Band baute eine eigene Fangemeinde um sich auf, die „Wasted Youth Crew“. Dazu knüpften sie auch viele Kontakte mit zum Beispiel den auch aus Boston stammenden Dropkick Murphys und diversen anderen Bands wie The Bruisers, deren Song Bloodshed auf dem Album Outlaw Anthems als Cover vertreten war. Rob und Eric steuerten 1996 zu Madballs Album Demonstrating My Style den Hintergrundgesang bei. Blood for Blood coverte diverse Hooligan- und Skinhead-Songs wie Goin’ down the bar von Wretched ones und Ultra Violence von The Oppressed.
Im Dezember 2010 trat Blood for Blood im Rahmen der Persistence-Tour erstmals seit 2004 wieder in Deutschland und Österreich auf. Allerdings wurde Rob Lind hierbei durch den Sänger Billy Graziadei von Biohazard ersetzt.
Nach der Verhaftung von Sänger Erick Medina im Juli 2012 wegen des Verdachtes der Vergewaltigung einer 13-Jährigen und der damit verbundenen Ausschließung Medinas bei Blood for Blood gab die Band in einem Statement zu verlauten, dass die Zukunft unklar sei. Danach traten sie für mehrere Jahre nicht auf.
2017 spielte die Band beim This is Hardcore Fest in Philadelphia ein bisher einmaliges Reunionkonzert mit Rob Lind als Sänger. Für 2022 wurden weitere Auftritte angekündigt.
Rob Lind hat als Nebenprojekt die Band Ramallah ins Leben gerufen.

## Stil
Anfangs spielten sie wie ihre Lieblingsbands Hardcore. Auf neueren Veröffentlichungen werden aber auch Stilelemente aus anderen, angrenzenden Musikrichtungen verarbeitet. Die Texte von Blood for Blood sind sehr gesellschaftsfeindlich geschrieben und beziehen sich auf Erfahrungen, welche die Bandmitglieder insbesondere in Kindheit und Jugend machten.

## Diskografie
- 1997: Spit My Last Breath (LP, open handed Records; CD, Lost Disciple Records)
- 1997: Enemy (EP, Victory Records)
- 1998: Revenge on Society (LP/CD, Victory Records)
- 1999: Livin’ in Exile (MLP, Victory Records)
- 2001: Wasted Youth Brew (CD, Victory Records)[5]
- 2002: Outlaw Anthems (LP/CD, Victory Records)
- 2004: ...Serenity (MLP, Spook City Records/Thorp Records)